# Madril
Madril is een personage uit de filmtrilogie In de Ban van de Ring (The Lord of the Rings) van regisseur Peter Jackson en wordt gespeeld door John Bach. Het personage komt niet voor in het boek In de Ban van de Ring.
Hij speelt een rol vergelijkbaar met de boekpersonages Damrod en Mablung als adviseur van Faramir en onderbevelhebber.
In die functies dient hij onder Faramir bij missies in Ithilien en Osgiliath, bij de Dolers van Ithilien.
In de film De Terugkeer van de Koning, raakt hij gewond terwijl hij zich terugtrekt uit Osgiliath en wordt uiteindelijk gedood door Gothmog.
Madrils naam heeft geen Sindarijnse betekenis en zijn naam is waarschijnlijk gebaseerd op die van het personage Mardil Voronwë.